# 連理木

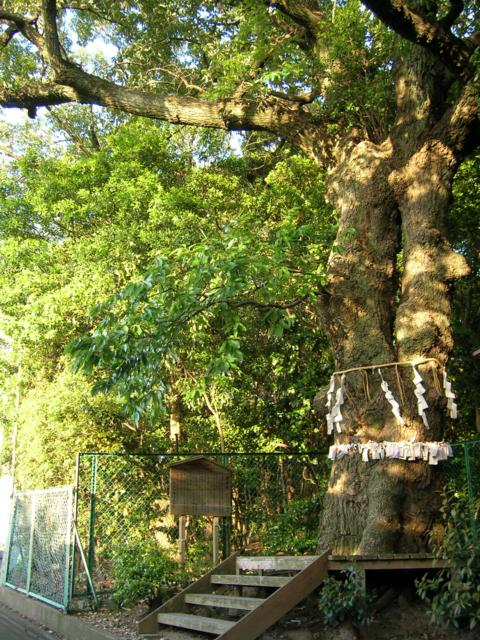
連理木（城山八幡宮）

連理木（れんりぼく、れんりぎ）とは、2本の樹木の枝、あるいは1本の樹木の一旦分かれた枝が癒着結合したもの。自然界においては少なからず見られるが、一つの枝が他の枝と連なって理（木目）が通じた様が吉兆とされ、「縁結び」「夫婦和合」などの象徴として信仰の対象ともなっている。なお、違う品種同士でも連理となる場合もある。
日本での記録として、『続日本紀』和銅5年（715年）3月19日条に、「美濃国が木連理（表記は原文ママ）と白雁を（朝廷に）献じた」と記述があり、早くから（後述の「語源」参照）日本でも献上品とされていた。この他、天平3年（731年）美作国から連理の木を献上したことが記され、祥瑞とされた。

## 語源
- 白居易の『長恨歌』- 在天願作比翼鳥、在地願為連理枝（天に在りては願わくは比翼の鳥となり、地に在りては願わくは連理の枝とならん）

## 有名な連理木
- 縁桂森林公園「名木 縁桂」 - 北海道乙部町／林野庁森の巨人たち百選選定、カツラ
- 白木神社 トチノキ - 北海道函館市
- 城山八幡宮 アベマキ - 愛知県名古屋市
- 賀茂神社「連理眞榊様」 - 滋賀県近江八幡市
- 志賀神社 クスノキ - 福岡県糟屋郡粕屋町
- 佐賀の夫婦松（山口県熊毛郡平生町） - アカマツとクロマツの連理。もと国の天然記念物。1974年（昭和49年）マツ材線虫病により枯死。
- 宇谷の連理根上りマツ（鳥取県東伯郡湯梨浜町） - クロマツの連理および根上り。もと国の天然記念物。枯死したため伐採。
- 下野の女夫マツ（岐阜県中津川市） - アカマツの連理。もと国の天然記念物。枯死したため伐採。
- 高津連理のマツ（島根県益田市） - クロマツの連理。もと国の天然記念物。枯死したため、1997年（平成9年）に伐採。